# Waisea Nayacalevu
Waisea Nayacalevu Vuidravuwalu (Serua, 26 de junio de 1990) es un jugador de rugby fiyiano que se desempeña como wing.

## Selección nacional
Fue convocado a los Flying Fijians por primera vez en junio de 2012 para enfrentar a los Brave Blossoms.
En 2025 anunció su retirada del rugby internacional, habiendo disputado un total de 40 partidos y anotado 95 puntos para la selección de Fiyi.

### Participaciones en Copas del Mundo
Disputó la Copa Mundial de Rugby de Inglaterra 2015 donde los Flying Fijians integraron el grupo de la muerte y resultaron eliminados en esta fase.
| Mundial                       | Sede       | Resultado    | PJ | Tries |
| ----------------------------- | ---------- | ------------ | -- | ----- |
| Copa Mundial de Rugby de 2015 | Inglaterra | Primera fase | 2  | 0     |

## Palmarés
- Campeón de la Copa Desafío de 2016–17.
- Campeón del Top 14 de 2014–15.